# Normal school
Normal school – instytucja stworzona w celu szkolenia absolwentów szkół średnich na nauczycieli, kształcąc ich w zakresie pedagogiki i programu nauczania. Większość współcześnie istniejących szkół tego typu nosi nazwę „teacher-training colleges” lub „teachers' colleges”, czyli kolegium nauczycielskie. Funkcjonują zazwyczaj jako część uniwersytetu. Jednostki tego typu szkoliły w USA i Kanadzie nauczycieli szkół podstawowych, zaś w Europie obejmowały nauczycieli szkół podstawowych, średnich i wyższych.
W 1685 Jean-Baptiste de La Salle, założyciel Braci szkolnych, założył w Reims École Normale, uznawaną za pierwszą normal school. Termin normalny odnosi się tutaj do celu tych instytucji, polegających na zaszczepieniu i umocnieniu określonych norm wśród studentów. Obejmowały one historyczne normy behawioralne ówczesnych czasów, a także normy wzmacniające ukierunkowane wartości społeczne, ideologie i dominujące narracje w programie nauczania. 